# Propoxur
Il propoxur è un insetticida a struttura carbammica introdotto in commercio nel 1959.

## Caratteristiche
È un insetticida che non possiede attività sistemica. Ha attività immediata e possiede anche una lunga attività residua. Agisce inibendo reversibilmente l'acetilcolinesterasi.

## Usi
È utilizzato per la cura di animali affetti da parassiti tipici degli ambienti boschivi e nell'ambito domestico.
Trova applicazione anche nelle infestazioni da molluschi.

## Effetti ambientali
Propoxur si rompe rapidamente in soluzione alcalina. Propoxur è altamente tossico per molte specie di uccelli, ma la sua tossicità varia in base alla specie. È moderatamente tossico per pesci e altre specie acquatiche, ma altamente tossico per le api.